# Guayzimi
Del shuar: cuayzimi, posiblemente el plural de cuazima o guashima, que son redes utilizadas para atrapar los peces. 
La parroquia Guayzimi es una parroquia urbana y cabecera cantonal del cantón Nangaritza, provincia de Zamora Chinchipe. Se encuentra asentada sobre el extenso Valle del Bajo Nangaritza, al margen del río del mismo nombre.

## Historia
Perteneció al cantón Zamora hasta el 26 de noviembre de 1987, fecha cuando se creó el nuevo cantón Nangaritza.

## Información general

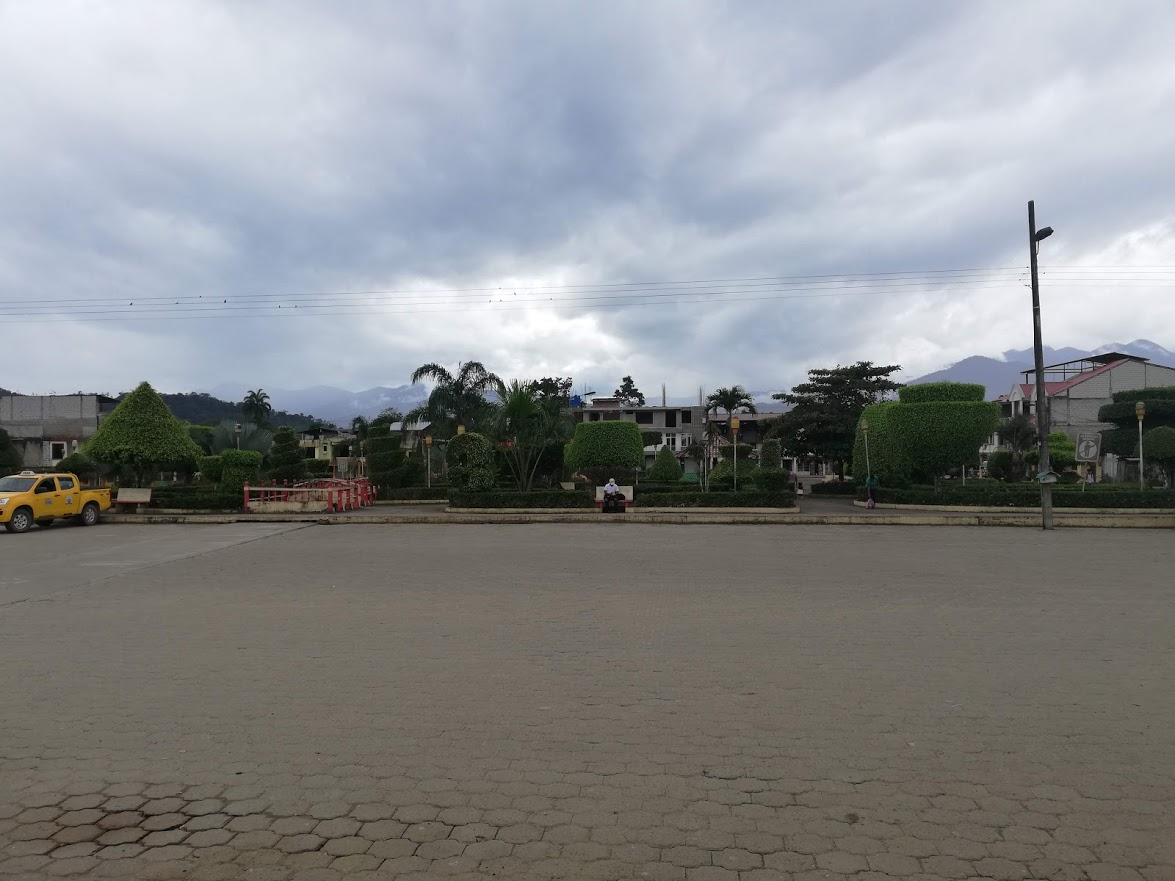
Parque Central de Guayzimi, junio de 2019

Guayzimi es una importante parroquia de la provincia, con una numerosa población. Se encuentra asentada sobre el corazón de la selva en una zona ganadera y agrícola. Para acceder a la misma existe una carretera secundaria de la gran Troncal Amazónica, que inicia en Zumbi y termina en el Alto Nangaritza.
Posee un hermoso parque central adornado con árboles nativos de la zona, iglesia parroquial cerca del mismo y un hermoso coliseo municipal.  
Además posee dos hoteles para recibir al visitante, como son: Hotel Ayamtaic y Hotel Orquídea, además existen varios restaurantes para degustar la gastronomía local. Su principal centro educativo es la unidad educativa del milenio guayzimi

## Principales atracciones turísticas
Alrededor de la misma existen varios sitios de atracción turística como son: 
Minas de Guayzimi. Una ruta recomendada para practicar el excursionismo y tener contacto con la realidad minera de la provincia. Para conocer las minas que en la actualidad se encuentran abandanadas, existe una carretera de segundo orden que conecta Guayzimi con las minas de Nambija. En las corrientes de agua y montañas se ve los efectos de la contaminación y deforestación dejados por la explotación de estas minas.  
Tramo Zumbi-Guayzimi. Es un tramo de la vía Zumbi-Guayzimi-Zurmi, la principal carretera que une y atraviesa los cantones Centinela del Cóndor y Nangaritza. En sus taludes se encuentran una diversidad de orquídeas especialmente del género Sobralia. Cerca de llegar a Guayzimi en el barrio La Güintza se divisa en los bordes de la carretera, variedad de heliconiáceas y zingiberáceas que adornan la travesía.  
- Datos: Q5887548